# 巴里·穆尔 (政治人物)
费利克斯·巴里·穆尔（英語：Felix Barry Moore，1966年9月26日—）为美国政治人物，自2021年起担任亚拉巴马州第二国会选区联邦众议员。这一选区涵盖了该州首府蒙哥马利，并延伸至怀尔格拉斯地区。在2010年至2018年间，穆尔担任亚拉巴马州众议院第91选区议员。
穆尔首次竞选美国国会是在2018年，当时他参选亚拉巴马州第二国会选区的议席，挑战现任议员玛莎·罗比。但他最终在共和党初选中仅名列第三。2020年罗比退休后，穆尔竞选空缺席位，赢得初选并在大选中击败民主党候选人菲利斯·哈维-霍尔。2024年因艾伦诉米利根案导致选区重划，穆尔被划入亚拉巴马州第一国会选区并与现任议员杰里·卡尔在共和党初选中对决。最终穆尔成功击败卡尔，以微弱优势获胜。

## 早年生活及教育
穆尔于1966年9月26日出生在亚拉巴马州科菲县。他在该县的农场长大，并就读于恩特普赖斯州立社区学院。后来他进入奥本大学学习，并于1992年获得农业科学学士学位。在奥本大学期间，穆尔加入了亚拉巴马州国民警卫队。

## 早期职业生涯
1998年，穆尔在亚拉巴马创立了巴里·穆尔工业公司，这是一家废物清运公司。

### 亚拉巴马州众议院
穆尔在2010年应当时亚拉巴马州共和党主席迈克·哈伯德的邀请进入政界。穆尔在2010年当选为亚拉巴马州众议院议员，击败了时任民主党现任议员特里·斯派塞。2014年4月，穆尔因在针对哈伯德的陪审团调查中涉嫌伪证和向当局撒谎而被逮捕，但穆尔最终被判无罪。

## 联邦众议院

### 选举

#### 2018年
2018年，穆尔在共和党初选中挑战时任联邦众议员玛莎·罗比，以竞选亚拉巴马州第二国会选区的席位，最终落后于罗比和前联邦众议员博比·布萊特排名第三。

#### 2020年
穆尔在2020年再次寻求提名。由于罗比决定不竞选第六个任期，议席空缺。穆尔在七人角逐的共和党初选中获得第二名，这是这个强烈偏向共和党选区的真正较量，在第一轮初选中他落后于多森商人杰夫·科尔曼。随后由于新冠疫情的影响，初第二轮推迟了近三个月，之后穆尔最终击败了科尔曼。在这段时间里，科尔曼的竞选势头逐渐减弱，使得穆尔最终逆袭获胜。接着在大选中，穆尔以65.2%的得票率轻松击败了民主党候选人菲利斯·哈维-霍尔。

#### 2022年
穆尔在2022年寻求连任。在共和党初选中，穆尔最初面临杰夫·科尔曼的挑战，科尔曼宣布再次竞选亚拉巴马州第二国会选区。然而联邦法院裁定科尔曼的候选人资格无效，因为他是在第一个报名截止日期过后才符合参选条件，而实施第二个截止日期的决定被推翻。这一裁定使得穆尔在共和党初选中没有对手。在决选中，穆尔与民主党候选人菲利斯·哈维-霍尔展开再次对决，最终以69%的得票率成功连任，赢得了第二任期。